# Ottignies
Ottignies (wa. Ocgniye, Okgni, Oknî) – dzielnica (section) miasta Ottignies-Louvain-la-Neuve w Belgii, w Regionie Walońskim, w prowincji Brabancja Walońska, w okręgu Nivelles. 1 stycznia 2020 roku liczyła 10 166 mieszkańców. Do 31 grudnia 1976 samodzielna gmina.

## Demografia
Liczba mieszkańców, stan na 1 stycznia:
| Rok                | 1930 | 1961 | 2020   |
| ------------------ | ---- | ---- | ------ |
| Liczba mieszkańców | 3669 | 5103 | 10 166 |